# Tramwaje w Pabianicach
Tramwaje w Pabianicach – fragment systemu komunikacji tramwajowej aglomeracji łódzkiej funkcjonującej w Pabianicach łączącej miasto z Ksawerowem oraz Łodzią funkcjonujący z przerwami od 17 stycznia 1901.

## Historia

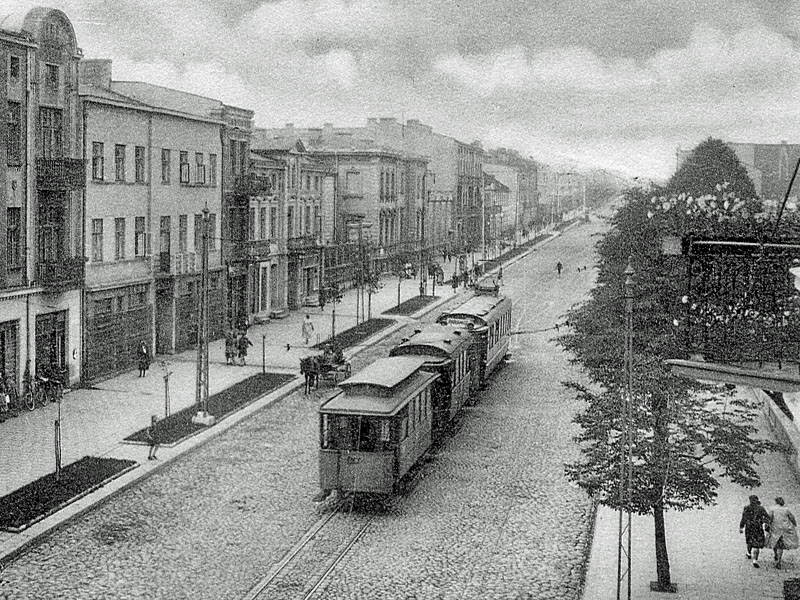
Tramwaj w Pabianicach na ul. Warszawskiej w 1926

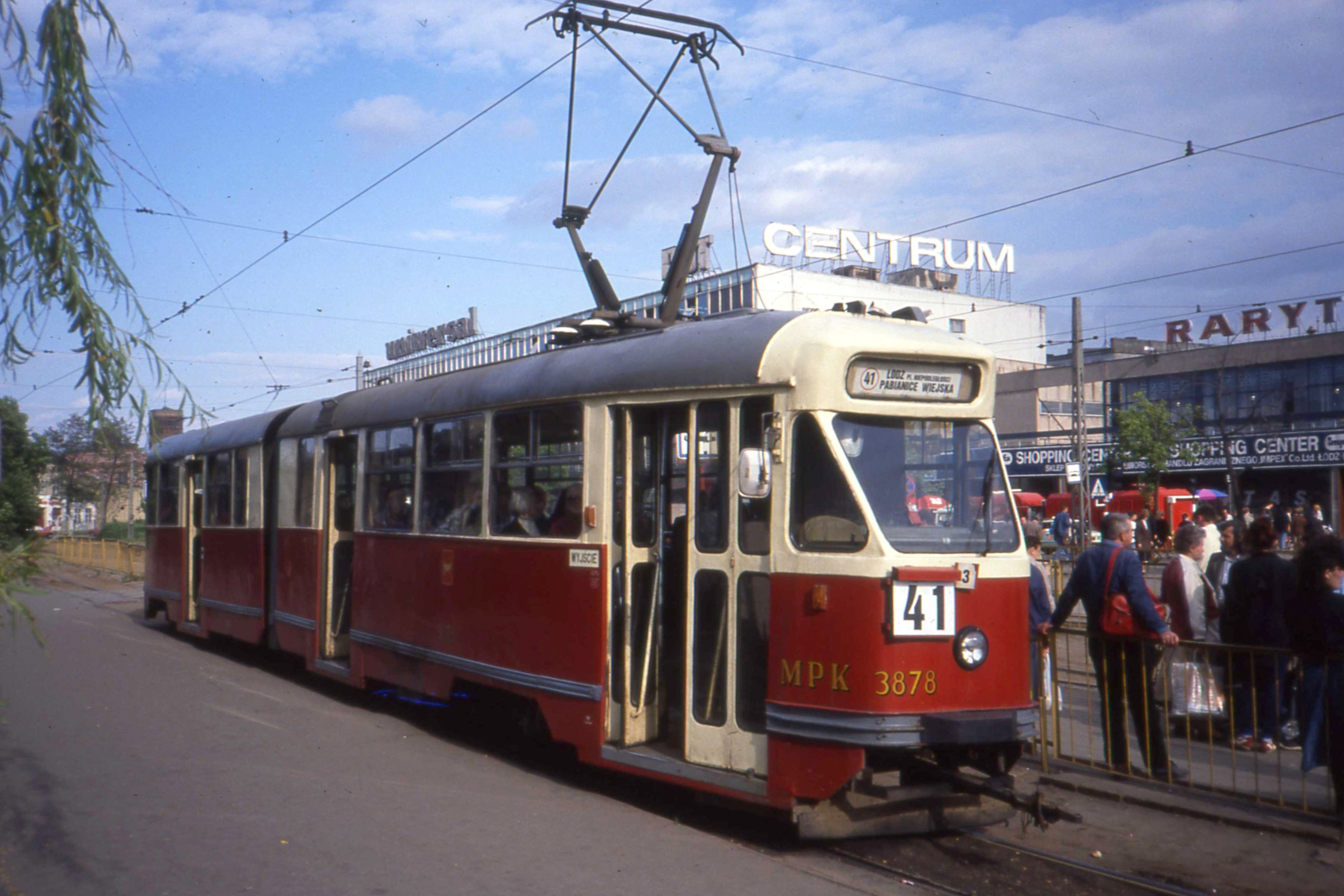
Tramwaj linii 41 na pl. Niepodległości (1991)

Po raz pierwszy tramwaj na ulicach Pabianic pojawił się 17 stycznia 1901 roku. Łączący Pabianice z Łodzią tramwaj dojeżdżał jedynie na przedmieścia Pabianic, mając końcowy przystanek przy kościele św. Floriana. W 1905 roku linię wydłużono do centrum miasta, pod magistrat. Kolejne przedłużenie trasy pabianickiego tramwaju miało miejsce w 1924 roku. Wtedy tramwaj docierał do dworca PKP. W roku 1940 linię tramwajową Pabianice – Łódź oznaczono numerem 70. Po wojnie linię oznaczono nr 41. W 1968 roku wydłużono linię do pętli Wiejska oraz wybudowano pętlę Duży Skręt. W tym samym roku na trasie Wiejska – Duży Skręt uruchomiono linię dodatkową 41BIS. W latach 80. istniały plany budowy linii tramwajowej na największe pabianickie osiedle – Bugaj. Zbudowano nawet na niewielkim odcinku tory – na skrzyżowaniu ulic Nawrockiego i Waltera-Jankego oraz Świetlickiego, zdemontowane dopiero w 2014. Planów jednak nie zrealizowano. W 1993 linię tramwajową 41, należącą do MPK Łódź przejęła MKT (Międzygminna Komunikacja Tramwajowa). W 1998 zlikwidowano linię 41BIS, a zamiast niej MZK Pabianice uruchomił autobus linii 11. Na tej samej trasie 4 października 2004 MPK Łódź uruchomiło obsługiwaną tramwajami solo 805Na linię P, kursowała do końca 2006 roku.
Od 2004 roku linia do Łodzi ponownie była zarządzana przez MPK Łódź. Na ulicach Pabianic pojawiły się ponownie składy 2× 805Na zamiast wagonów typu 803N. W tramwajach przestały obowiązywać bilety MZK Pabianice. Linia docierała do Helenówka, to znacznie dalej, niż 41, które jeździło jedynie do Placu Niepodległości. Miesiąc później, 1 lutego 2004 linia 11 została przedłużona do Zgierza, a 1 marca 2004 kursy do Helenówka otrzymały oznaczenie 11A. Niedługo później MPK reaktywowało miejską linię w Pabianicach na trasie Wiejska – Duży Skręt.
W 2008, w związku z zakończeniem budowy łódzkiej części Łódzkiego Tramwaju Regionalnego kursy linii 11 skrócono do Chocianowic-Ikei, likwidując jednocześnie linię 11A. Związane to było ze złym stanem torowiska w Ksawerowie i Pabianicach, niedostosowanym do nowoczesnych tramwajów Pesa. Między Łodzią a Chocianowicami kursował tramwaj linii P.

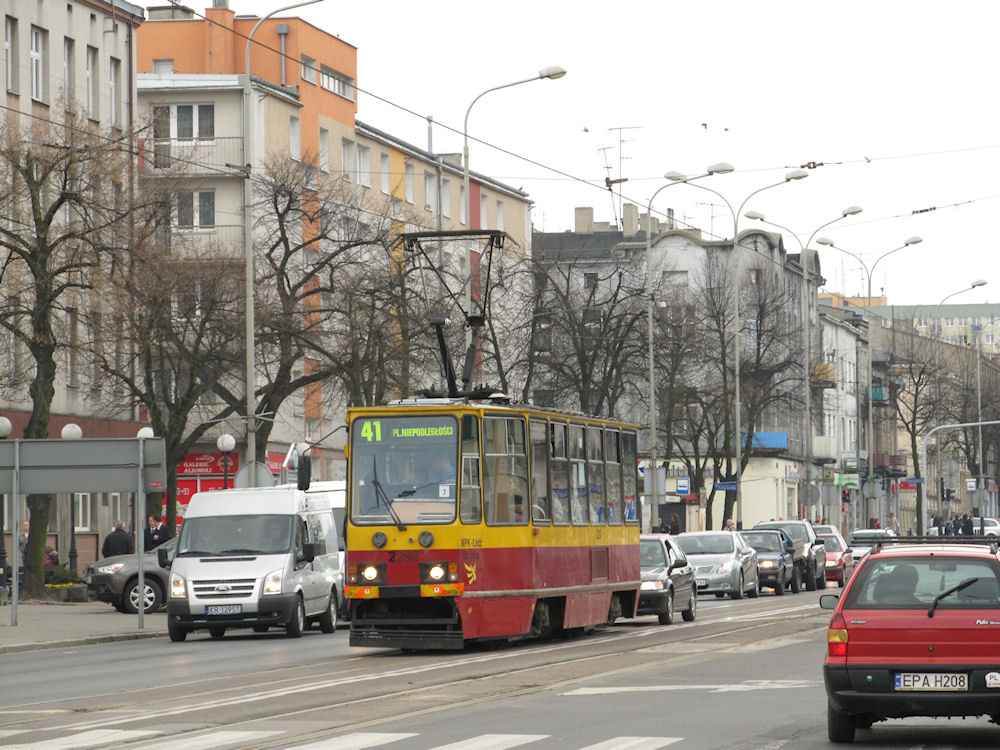
Tramwaj linii 41 na ulicy Zamkowej (2012)

W 2010 numeracja linii powróciła do liczby 41, a wraz z tym nastąpiła zmiana taryfy na taryfę lokalną, potem zmienioną na taryfę międzygminną, obecnie funkcjonującą w formie taryfy strefowej.
14 maja 2017 zawieszono kursowanie tramwaju ze względu na zły stan techniczny sieci trakcyjnej i torowiska. Wprowadzona została autobusowa komunikacja zastępcza Z41 kursująca od Dworca PKP do Chocianowic Ikea. W okresie od 2 lipca do 31 sierpnia 2017 przedłużono trasę linii Z41 do stacji Łódź Dąbrowa. 1 listopada 2017 po przeprowadzeniu remontu trakcji elektrycznej przywrócono kursowanie tramwaju.

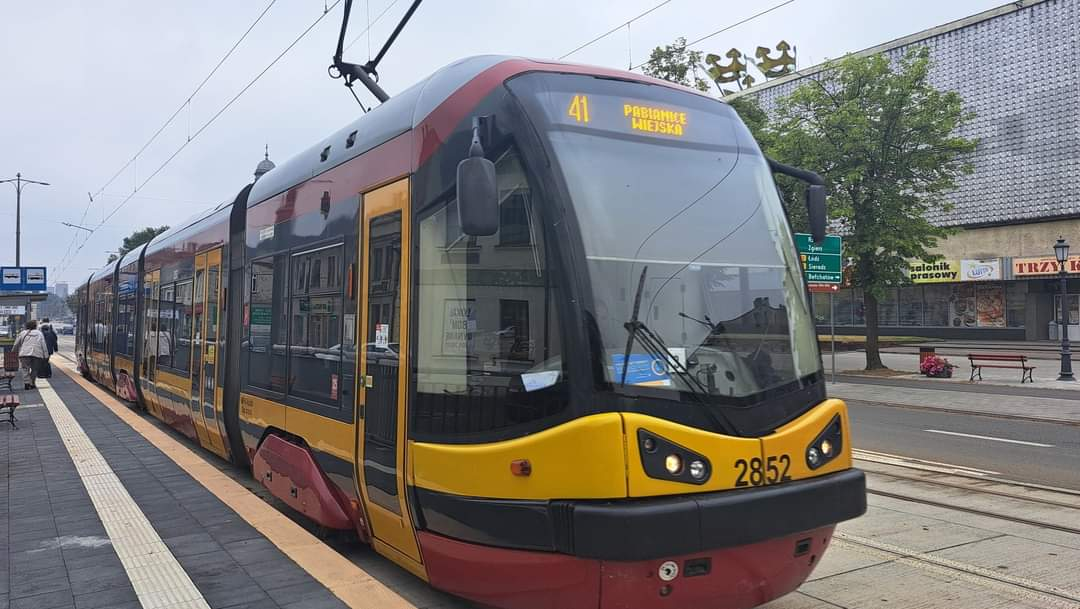
Modernizacja w latach 2020–2023 umożliwiła ruch niskopodłogowych tramwajów na trasie, takich jak Pesa 122N widoczna na zdjęciu na ul. Zamkowej

W związku z remontem trasy tramwajowej w Pabianicach ruch tramwajów został zawieszony 1 marca 2020 r. Przywrócenie ruchu miało miejsce 1 lipca 2023 r. Wówczas po raz pierwszy na trasę zawitały tramwaje całkowicie niskopodłogowe. Zgodnie z założeniami MPK Łódź ponad połowa kursów na linii 41 ma być obsługiwana przez tabor niskopodłogowy. Podczas kursów niskopodłogowych, oznaczonych w rozkładzie, najczęściej jeżdzą tramwaje Pesa 122N, przeznaczone na tę trasę w ramach Łódzkiego Tramwaju Regionalnego. Czasem na trasie można spotkać także Moderusy Gamma. Pozostałą część kursów zazwyczaj obsługuje Konstal 805Na.

## Linie tramwajowe

### Dawniej
Poniższy wykaz pokazuje linie funkcjonujące do 2010 roku.
| Nr linii  | Trasa | Lata funkcjonowania                         |
| --------- | --- | ------------------------------------------- |
| 11        | Pabianice: Wiejska – Łaska, Zamkowa, Warszawska; Ksawerów: Łódzka; Łódź: Pabianicka, Piotrkowska, Żwirki, Kościuszki, Zachodnia, Zgierska, Zgierz: Łódzka, 1 Maja – Zgierz Plac Kilińskiego | 1998–2008                                   |
| 11A       | Pabianice: Wiejska – Łaska, Zamkowa, Warszawska; Ksawerów: Łódzka; Łódź: Pabianicka, Piotrkowska, Żwirki, Kościuszki, Zachodnia, Zgierska – Łódź Helenówek                                  | 1998–2008                                   |
| 41        | Pabianice: Wiejska – Łaska, Zamkowa, Warszawska; Ksawerów: Łódzka; Łódź: Pabianicka – Łódź Plac Niepodległości                                                                              | z przerwami w latach 1956–2020 oraz od 2023 |
| 41BIS / P | Wiejska – Łaska, Zamkowa, Warszawska – Duży Skręt | 1969–1998                                   |
| 70        | Pabianice: Dworzec PKP – Łaska, Zamkowa, Warszawska; Ksawerów; Łódź: Pabianicka – Łódź Plac Niepodległości [niem. Südring]                                                                  | okres II wojny światowej                    |
| P         | Pabianice: Wiejska – Łaska, Zamkowa, Warszawska; Ksawerów: Łódzka; Łódź: Pabianicka – Łódź IKEA                                                                                             | 2004–2006 oraz 2008–2010                    |

### Obecnie (stan na lipiec 2023)[14]
| Nr linii | Trasa |
| -------- | --- |
| 41       | Pabianice: Wiejska – Łaska, Zamkowa, Warszawska; Ksawerów: Łódzka; Łódź: Pabianicka – Łódź Plac Niepodległości |

## Kontrowersje
W latach 2009 i 2011–2012 prezydent Pabianic Zbigniew Dychto rozważał zastąpienie tramwajów autobusami MZK Pabianice. W przygotowanym przez miasto raporcie większość osób deklarowało, że tramwaj w Pabianicach musi pozostać. Mimo tych danych w 2017 niektórzy wypowiadali się przeciwko tramwajowi mówiąc o jego awaryjności i głośności. Te opinie jednakże nie były na tyle głośne, aby zlikwidować tramwaj.